# Райх
Вижте пояснителната страница за други значения на Райх.
Райх (нем. Reich) е термин за обозначение на Германската империя през отделните исторически периоди.

## Периодизация
- Първи райх → Свещена Римска империя
- Втори райх → Германска империя
- Трети райх → Нацистка Германия